# Collegio di Penistone and Stocksbridge
Penistone and Stocksbridge è un collegio elettorale inglese della Camera dei comuni del Parlamento del Regno Unito, situato nel South Yorkshire, nella regione dello Yorkshire e Humber. Elegge un membro del Parlamento con il sistema maggioritario a turno unico. Il rappresentante del collegio dal 2024 è Marie Tidball, eletta con il Partito Laburista.

## Profilo
Il collegio comprende i ward del borgo metropolitano di Barnsley di Dodworth, Penistone East e Penistone West e i ward della città di Sheffield di Stocksbridge and Upper Don, East Ecclesfield e West Ecclesfield.
Il collegio assomiglia molto al vecchio collegio di Penistone, che a seguito dell'elezione del 1931 in cui venne eletto un conservatore, elesse poi sempre laburisti fino alla sua abolizione nel 1983.
Nel 1983 vennero creati due nuovi collegi, Sheffield Hillsborough e Barnsley West and Penistone; entrambi elessero sempre deputati laburisti.
Il collegio è molto popolato nella parte orientale, principalmente per la presenza dell'industria del carbone e dell'acciaio, come l'ex villaggio di minatori di Dodworth e la città di Stocksbridge, dedita all'industria dell'acciaio. Anche Penistone ha una storia legata all'acciaio, e molti abitanti sono oppure sono stati impiegati agli impianti Hepworth, specializzati nella manifattura di tubature. Tra questi centri urbani vi sono i villaggi rurali di Oxspring, Wortley, Green Moor e Thurgoland, abitati da pendolari che lavorano a Sheffield, Leeds e Manchester. L'area occidentale del collegio si trova nel Peak District National Park.

## Membri del Parlamento
| Elezione | Elezione | Deputato      | Partito      |
| -------- | -------- | ------------- | ------------ |
|          | 2010     | Angela Smith  | Laburista    |
|          | Feb 2019 | Angela Smith  | Change UK    |
|          | Giu 2019 | Angela Smith  | Indipendente |
|          | Set 2019 | Angela Smith  | Lib Dem      |
|          | 2019     | Miriam Cates  | Conservatore |
|          | 2024     | Marie Tidball | Laburista    |

## Risultati elettorali

### Elezioni negli anni 2020
| Partito                    | Partito                                           | Candidato                  | Risultati 4 luglio 2024 | Risultati 4 luglio 2024 |
| Partito                    | Partito                                           | Candidato                  | Voti                    | %                       |
| -------------------------- | ------------------------------------------------- | -------------------------- | ----------------------- | ----------------------- |
|                            | Laburista                                         | Marie Tidball              | 19 169                  | 43,60                   |
|                            | Conservatore                                      | Miriam Cates               | 10 430                  | 23,72                   |
|                            | Reform UK                                         | Edward Dillingham          | 9 456                   | 21,51                   |
|                            | Lib Dem                                           | Robert Reiss               | 2 866                   | 6,52                    |
|                            | Verdi                                             | Andrew Davies              | 2 044                   | 4,65                    |
|                            |                                                   |                            |                         |                         |
| Iscritti                   | Iscritti                                          | Iscritti                   | 70 770                  | 100,00                  |
| ↳ Votanti (% su iscritti)  | ↳ Votanti (% su iscritti)                         | ↳ Votanti (% su iscritti)  | 43 965                  | 62,12                   |
| ↳ Astenuti (% su iscritti) | ↳ Astenuti (% su iscritti)                        | ↳ Astenuti (% su iscritti) | 26 805                  | 37,88                   |
|                            |                                                   |                            |                         |                         |
|                            | Esito: collegio passa da Conservatore a Laburista |                            |                         |                         |

### Elezioni negli anni 2010
| Partito                    | Partito                                           | Candidato                  | Risultati 12 dicembre 2019 | Risultati 12 dicembre 2019 |
| Partito                    | Partito                                           | Candidato                  | Voti                       | %                          |
| -------------------------- | ------------------------------------------------- | -------------------------- | -------------------------- | -------------------------- |
|                            | Conservatore                                      | Miriam Cates               | 23 688                     | 47,84                      |
|                            | Laburista                                         | Francyne Johnson           | 16 478                     | 33,28                      |
|                            | Lib Dem                                           | Hannah Kitching            | 5 054                      | 10,21                      |
|                            | Brexit                                            | John Booker                | 4 300                      | 8,68                       |
|                            |                                                   |                            |                            |                            |
| Iscritti                   | Iscritti                                          | Iscritti                   | 70 925                     | 100,00                     |
| ↳ Votanti (% su iscritti)  | ↳ Votanti (% su iscritti)                         | ↳ Votanti (% su iscritti)  | 49 520                     | 69,82                      |
| ↳ Astenuti (% su iscritti) | ↳ Astenuti (% su iscritti)                        | ↳ Astenuti (% su iscritti) | 21 405                     | 30,18                      |
|                            |                                                   |                            |                            |                            |
|                            | Esito: collegio passa da Laburista a Conservatore |                            |                            |                            |

| Partito                    | Partito                                | Candidato                  | Risultati 8 giugno 2017 | Risultati 8 giugno 2017 |
| Partito                    | Partito                                | Candidato                  | Voti                    | %                       |
| -------------------------- | -------------------------------------- | -------------------------- | ----------------------- | ----------------------- |
|                            | Laburista                              | Angela Smith               | 22 807                  | 45,81                   |
|                            | Conservatore                           | Nicola Wilson              | 21 485                  | 43,15                   |
|                            | UKIP                                   | John Booker                | 3 453                   | 6,94                    |
|                            | Lib Dem                                | Penny Baker                | 2 042                   | 4,10                    |
|                            |                                        |                            |                         |                         |
| Iscritti                   | Iscritti                               | Iscritti                   | 71 328                  | 100,00                  |
| ↳ Votanti (% su iscritti)  | ↳ Votanti (% su iscritti)              | ↳ Votanti (% su iscritti)  | 49 787                  | 69,80                   |
| ↳ Astenuti (% su iscritti) | ↳ Astenuti (% su iscritti)             | ↳ Astenuti (% su iscritti) | 21 541                  | 30,20                   |
|                            |                                        |                            |                         |                         |
|                            | Esito: collegio confermato a Laburista |                            |                         |                         |

| Partito                    | Partito                                | Candidato                  | Risultati 7 maggio 2015 | Risultati 7 maggio 2015 |
| Partito                    | Partito                                | Candidato                  | Voti                    | %                       |
| -------------------------- | -------------------------------------- | -------------------------- | ----------------------- | ----------------------- |
|                            | Laburista                              | Angela Smith               | 19 691                  | 42,03                   |
|                            | Conservatore                           | Steven Jackson             | 12 968                  | 27,68                   |
|                            | UKIP                                   | Graeme Waddicar            | 10 738                  | 22,92                   |
|                            | Lib Dem                                | Rosalyn Gordon             | 2 957                   | 6,31                    |
|                            | Democratici                            | Colin Porter               | 500                     | 1,07                    |
|                            |                                        |                            |                         |                         |
| Iscritti                   | Iscritti                               | Iscritti                   | 71 098                  | 100,00                  |
| ↳ Votanti (% su iscritti)  | ↳ Votanti (% su iscritti)              | ↳ Votanti (% su iscritti)  | 46 854                  | 65,90                   |
| ↳ Astenuti (% su iscritti) | ↳ Astenuti (% su iscritti)             | ↳ Astenuti (% su iscritti) | 24 244                  | 34,10                   |
|                            |                                        |                            |                         |                         |
|                            | Esito: collegio confermato a Laburista |                            |                         |                         |

| Partito                    | Partito                                      | Candidato                  | Risultati 6 maggio 2010 | Risultati 6 maggio 2010 |
| Partito                    | Partito                                      | Candidato                  | Voti                    | %                       |
| -------------------------- | -------------------------------------------- | -------------------------- | ----------------------- | ----------------------- |
|                            | Laburista                                    | Angela Smith               | 17 565                  | 37,76                   |
|                            | Conservatore                                 | Spencer Pitfield           | 14 516                  | 31,21                   |
|                            | Lib Dem                                      | Ian Cuthbertson            | 9 800                   | 21,07                   |
|                            | BNP                                          | Paul James                 | 2 207                   | 4,74                    |
|                            | UKIP                                         | Grant French               | 1 936                   | 4,16                    |
|                            | Democratici                                  | Paul McEnhill              | 492                     | 1,06                    |
|                            |                                              |                            |                         |                         |
| Iscritti                   | Iscritti                                     | Iscritti                   | 68 506                  | 100,00                  |
| ↳ Votanti (% su iscritti)  | ↳ Votanti (% su iscritti)                    | ↳ Votanti (% su iscritti)  | 46 516                  | 67,90                   |
| ↳ Astenuti (% su iscritti) | ↳ Astenuti (% su iscritti)                   | ↳ Astenuti (% su iscritti) | 21 990                  | 32,10                   |
|                            |                                              |                            |                         |                         |
|                            | Esito: collegio a Laburista (nuovo collegio) |                            |                         |                         |

## Risultati dei referendum

### Referendum sulla permanenza del Regno Unito nell'Unione europea del 2016
|             | Collegio                   | Lasciare UE % | Rimanere in UE % |
| ----------- | -------------------------- | ------------- | ---------------- |
|             | Penistone and Stocksbridge | 61,3%         | 38,7%            |
| Inghilterra | 53,3%                      | 46,7%         |                  |
| Regno Unito | 51,9%                      | 48,1%         |                  |